# Wang Mingxing
Wang Mingxing (kinesisk: 王明星; pinyin: Wáng Míngxīng, født 5. september 1961) er en tidligere kvindelig kinesisk håndboldspiller som deltog under Sommer-OL 1984 og Sommer-OL 1988.
I 1984 var hun med på de kinesiske håndboldhold som vandt en bronzemedalje. Hun spillede i alle fem kampe og scorede 20 mål.
Fire år senere var hun med på de kinesiske hold som kom på en sjetteplads. Hun spillede i alle fem kampe og scorede tre mål.